# 2004年夏季残疾人奥林匹克运动会法国代表团
2004年夏季残疾人奥林匹克运动会法国代表团是法国派出的2004年夏季残疾人奥林匹克运动会代表团。获得18枚金牌、26枚银牌和30枚铜牌。